# Transfluenzpass
Als Transfluenzpass (auch Transfluenzsattel, manchmal auch Diffluenzpass) wird die Stelle bezeichnet, an der Gletschereis von einem Talsystem in ein benachbartes übertritt und somit eine Transfluenz auftritt. Besonders häufig finden sich Transfluenzpässe in Eisstromnetzen. Die Fließrichtung über dem Pass kann dabei langfristig wechseln, beispielsweise bei Änderung des klimatischen Bedingungen. Der Begriff wird auch für ehemals vergletscherte Passübergänge verwendet.
Gelegentlich wird auch der Begriff „Diffluenzpass“ verwendet, wobei manchmal zwischen Diffluenz und Transfluenz unterschieden wird. Letzterer Ausdruck wird verwendet, wenn der Übertritt nicht über die seitlichen Talhänge erfolgt, sondern bereits im Talursprung und damit Gletschereis über eine Hauptwasserscheide in ein anderes Talsystem übertritt.

## Geomorphologie
Durch die Transfluenz werden bestehende Passübergänge vom Eis abgeschliffen und deutlich erniedrigt. Deshalb sind ehemalige Transfluenzpässe deutlich niedriger als andere Pässe desselben Gebirgskamms. So ist die verkehrsgünstige Funktion vieler Alpenpässe darauf zurückzuführen, dass diese eiszeitliche Transfluenzpässe waren, so beispielsweise beim Brennerpass oder Reschenpass. Häufig weisen ehemalige Transfluenzpässe auch ein durch Detersion hervorgerufenes Flachrelief mit Passseen auf, wie beispielsweise der Malojapass.